# Maicol & Manuel
Maicol & Manuel (Miguel Muñoz y Manuel Pérez) fue un dúo de reggaetón Que Tienen sus orígenes en la primera ola de artistas de reguetón en 1994, el cual se separó en 2016. El dúo ha lanzado innumerables canciones en muchas compilaciones de artistas. Trabajaron con DJ Eric Industry y DJ Negro. Debutaron con The Noise, DJ Chiclin y DJ Playero en el 1994.  Además han grabado y editado discos como Yakaleo y El Desquite.

## Biografía

### Maicol
Miguel Muñoz, conocido en el panorama artístico como Maicol “Superstar”, es oriundo de San Juan. Comenzó su carrera en la música a fines de la década de 1990, cuando el underground se gestaba en secreto en Puerto Rico, 
Grabaron su primer tema fue en playero 36 llamada vamos a San Juan junto a blanco flake además del tema mira Mai en 1992 
movimiento que dio origen al género que hoy se conoce como reguetón. Sus primeras obras no pudieron venderse legalmente debido a su contenido fuerte y explícito. En 2021 lanzó su nueva producción De la mata, que, fiel a su nombre, consiste en una recopilación de temas inéditos de reguetón pesado.

## Controversia
Un poco de controversia surgió en 2006 cuando el sencillo de Héctor El Father, «El Teléfono» de su álbum Los Rompe Discotekas fue lanzado. La canción, que contó con Wisin & Yandel, se convirtió en un éxito instantáneo, pero poco después de su lanzamiento, una canción mucho más antigua comenzó a circular en Internet con el mismo coro. La canción era la original "El Telefono", que fue lanzada por Maicol & Manuel hace muchos años. Este se convirtió en un tema popular entre los foros de reguetón durante el año, ya que Héctor tenía un historial de "copiar" canciones de otros artistas sin el debido crédito. Sin embargo, no se sabía si Maicol & Manuel habían vendido los derechos de la canción o si Héctor la había usado sin permiso.
Tras esta ola de polémica, Maicol & Manuel, junto a Alberto Stylee y Nano MC, lanzaron una versión de «El Teléfono» titulada «El número telefónico» con un ritmo mucho más moderno que el original, con mensajes directos a Héctor y Wisin & Yandel.
Maicol & Manuel luego se separaron temporalmente y comenzaron a desarrollar música como artistas solistas. Maicol firmó con el sello discográfico Diririri Business, mientras que Manuel operaba de forma independiente en Yakaleo Music. Actualmente, están realizando un regreso juntos, lanzando muchas canciones underground de un estilo diferente al de sus canciones de 2002 y 2003. Con DJ Blass, hicieron un estilo de reguetón más underground. Anunciaron que "Back To The Underground: Yakaliando Edition" iba a ser lanzado el 27 de septiembre de 2013. Sin embargo, luego se retrasó hasta el 3 de octubre de 2013.

## Discografía

### Álbumes de estudio
- 1996: D' Underground
- 1999: Los Reyes Del Underground
- 2002: Yakaleo
- 2005: El Desquite

### Álbumes producidos y Mixtapes
- 2003: Jake mate
- 2013: Yakaliando Edition

### Álbumes recopilatorios
- 2001: Como en los tiempos de antes

## Sencillos
- "Somos de la Calle"
- "No Hay Ley"
- "Como los Tiempos de Antes"
- "Hey Lady"
- "Quiero Estar Contigo"
- "Tú Y Yo" featuring Ñejo y Dálmata
- "Yakaleo" featuring Lito y Polaco
- "Te Ando Buscando" featuring Plan B
- "Tu Me Tienes Loco"
- "Bebe"
- "Chocopop" featuring Jowell & Randy
- "Yo Quiero" featuring Oliver Ontañon
- "Si tu la Ves"
- "Ataka" featuring various artists
- "Pan Pan (A Lo Under)"
- "Sacudelo" featuring Jowell & Randy
- "Matraca" featuring Jowell (Back to the Underground)
- "Ando" featuring Jowell & Randy[12]